# 哈迈德·瓦赫达蒂·纳萨卜
哈迈德·瓦赫达蒂·纳萨卜（波斯語：حامد وحدتي نسب，羅馬化：Ḥāmid Vaḥdatī Nasab，1974年2月8日—）是一名伊朗裔社會人類學家，出生於德黑蘭。1992年進入德黑蘭大學修讀動物生物學，1997年獲得動物學碩士學位。2000年獲得亞利桑那州立大學人類起源研究所的凱瑟琳雷諾茲獎學金，並接受唐纳德·约翰森教授和杰弗里·克拉克教授的指導。2006年研究尼安德特人的面部形狀，獲得人類學博士學位，並赴阿爾伯塔大學參與貝加爾湖考古項目，負責古代DNA分析，及後於2005年在牛津大學主修生物考古學，獲得第二個博士學位。2008年起，在塔比阿特莫达勒斯大学擔任考古系講師。

## 外部連結
- Professor at the Faculty of Humanities （页面存档备份，存于）